# Massive Audio Nerve
Massive Audio Nerve, anfangs meist unter dem Namen M.A.N bekannt, war eine schwedische Groove- und Alternative-Metal-Band aus Göteborg, die im Jahr 2005 gegründet wurde und sich 2014 auflöste.

## Geschichte
Nachdem sich seine Band Transport League aufgelöst hatte, gründete Tony Jelencovich im August 2005 die Band M.A.N, wobei er zuvor schon in Bands wie Mnemic, Icon in Me, B-Thong und Angel Blake aktiv war. Auf dem Debütalbum Obey, Consume, Reject, das 2005 bei Gain Records erschien, bestand die Gruppe neben dem Sänger Jelencovich aus dem Gitarristen Martin Meyerman, dem Bassisten Fredrik „Stitch“ Blomkvist und dem Schlagzeuger Magnus 155, wobei sich alle Mitglieder von Transport League kannten. Im März 2006 spielte die Gruppe im Vorprogramm von Fear Factory, ehe im November Andreas Engberg als neuer Schlagzeuger zur Besetzung kam. Zudem wurde der Gitarrist Meyerman durch Robert „Robgus“ „Guz“ Gustafsson ersetzt. In der Zwischenzeit spielte die Band als Vorgruppe für Pain und steuerte ein Lied für das Videospiel The Darkness bei. Im April 2007 erschien das Debütalbum auch außerhalb Skandinaviens, wofür Cargo Records den Vertrieb übernahm. Im Sommer folgte ein Auftritt auf dem Sweden Rock Festival. Ein zweites Album folgte im Jahr 2008 bei Tiefdruck-Musik unter dem Namen Peacenemy. Auf der Single My Own Sickness von diesem Album war zudem der Fear-Factory-Sänger Burton C. Bell als Gastmusiker zu hören. Nachdem bei demselben Label 2010 das Album Massive Audio Nerve veröffentlicht worden war, wurde der Gitarrist Gustafsson durch Nils Olsson ersetzt, der Ende 2011 wiederum durch Markus „Mark Black“ Fristedt ersetzt wurde. Zudem ersetzt nun Adde Larsson den Schlagzeuger Andreas Engberg. Seit November 2011 schreibt die Band ihren Namen mit Massive Audio Nerve aus. 2011 erschien zudem die Download-EP Massive Audio Outtakes.
Nach einer Vertragsunterzeichnung bei Dead End Records erschien hierüber im Juli 2013 das nächste Album Cancer Vulgaris. Der Tonträger wurde in den IF-Studios in Göteborg unter der Leitung von Roberto Laghi (In Flames, Mustasch, Hardcore Superstars, B-Thong, Lok) aufgenommen, der zudem den Tonträger auch abmischte und produzierte. Im März 2014 gab die Gruppe ihre Auflösung bekannt.

## Stil
Tobias Gerber vom Metal Hammer gab in seiner Rezension zu Peacenemy an, dass man hierauf die Nähe zu Jelencovichs vorherigen Bands Mnemic und Transport League deutlich hören könne, wobei M.A.N jedoch „erdiger“ als Mnemic klinge. Die Staccato-Riffs erinnern hingegen an Fear Factory. Christian Kruse vom Metal Hammer hörte in seiner Rezension zu Cancer Vulgaris Einflüsse aus dem Nu Metal heraus. Hierauf gebe es „Anleihen an Neunziger-Grooves und aufgesetzte Psycho-Gesangs-Parts“. Zudem seien auch Einflüsse aus Metalcore, Djent und Faith No More hörbar. Der Gesang biete „ein vokales Spektrum, das Shouts, Schreie, Mike Patton-Pathos, System Of A Down-Beklopptheit und Death Metal-Gegrunze vereinen kann“. Kruse fand die Musik mit der von earthtone9 vergleichbar. Laut Janne Stark in The Heaviest Encyclopedia of Swedish Hard Rock and Heavy Metal Ever! sei die Band das fehlende Verbindungsstück zwischen Soulfly, Korn und Machine Head, mit leichten Einflüssen von Rob Zombie und Pantera. In den Liedern werde sowohl klarer als auch gutturaler Gesang eingesetzt. Laut laut.de setze die Band auf das Full „Scale Quarter Tone System“, bei dem sie nicht wie üblich mit 12 Halbtönen, sondern mit 24 Vierteltönen arbeitet. Steve Vai oder Jeff Beck hätten zwar ähnliches versucht, jedoch dies nie auf Albumlänge umgesetzt.

## Diskografie
als M.A.N
- 2006: Obey, Consume, Reject (Album, Gain Records)
- 2008: Peacenemy (Album, Tiefdruck-Musik)
- 2008: My Own Sickness/Body Sewer/Kill It (Single, Tiefdruck-Musik)
- 2010: Massive Audio Nerve (Album, Tiefdruck-Musik)
- 2011: Massive Audio Outtakes (EP, Hoffa Entertainment)

als Massive Audio Nerve
- 2013: Cancer Vulgaris (Album, Dead End Records)